# Daboia
Daboia är ett släkte i familjen huggormar med 5 arter.
Arterna är stora och kraftiga ormar. De blir vanligen mer än en meter långa. Släktets medlemmar förekommer från norra Afrika över Mellanöstern, Indien, Sri Lanka, det sydostasiatiska fastlandet och Java till Flores och Komodo. Habitatet varierar mycket men arterna undviker täta skogar. De jagar huvudsakligen mindre däggdjur. Honor föder levande ungar (ovovivipari).
The Reptile Database listar följande arter:
- Daboia deserti
- Daboia mauritanica
- Palestinahuggorm (Daboia palaestinae)
- Russells huggorm (Daboia russelii)
- Daboia siamensis